# نظرية الكرة المعصورة
تقترح نظرية «الكرة المعصورة» أن كرات البيسبول المستخدمة في دوري البيسبول الرئيسي قد غيرها الاتحاد عمدًا من أجل زيادة التهديف. برزت النظرية لأول مرة في تسعينيات القرن العشرين إلى أوائل القرن الحادي والعشرين، لكن النظرية تراجعت بمجرد أن أصبح من الواضح أن التفسير الأكثر ترجيحًا للزيادة في التسجيل خلال تلك الفترة كان زيادة في استخدام الستيرويد، كما هو موثق في تقرير ميتشل في عام 2007. حققت نظرية الكرة المعصورة نهضةً جديدةً في أواخر عام 2010، فقد لوحظ ارتفاع ملحوظ في النتائج الهجومية، وخاصة الأهداف.

## منذ تسعينيات القرن العشرين وحتى أوائل القرن الحادي والعشرين
وفقًا لنظرية الكرة المعصورة، قيل إن الكرة «المعصورة» ترتد من المضرب بسرعة أعلى. لاحظ جوني أوتس أن الضربات تتم خارج الملاعب التي لا ينبغي رفعها. في عام 2000 جرى التعاقد مع جيم شيروود، الأستاذ في جامعة يوماس لويل، لاختبار كرات البيسبول المصنعة في منشأة رولينغز في كوستاريكا. وصِفت الاختبارات واللوائح الخاصة بدوري البيسبول الرئيسي بالتفصيل. قال إنه لا يتوقع العثور على أي تغيير في عملية التصنيع المستخدمة على مدار 16 عامًا الماضية أو أكثر. اتفق العديد من مصنعي لعبة البيسبول في الولايات المتحدة أيضًا على أن النظرية غير منطقية، إذ توجد العديد من فحوصات الجودة المعمول بها. لم يعرف الخياطون الذين قابلوهم ما هي الكرة المعصورة. من ناحية أخرى، هناك حجة مفادها أن رزقهم يعتمد على مبيعات البيسبول، والتي قد تزداد إذا عصِرت الكرات.
شعر العديد من الرماة أن الكرات أصبحت أكثر صلابة وسارت بشكل أسرع. أجرى بعض الرماة اختباراتهم الخاصة. وجد كيني روجرز أن وسط كل كرة بيسبول مصنوع من المطاط، وليس الفلين القديم. وجد بيلي كوخ أنه عند سقوط الكرات من نفس الارتفاع، ارتدت الكرات المطاطية المصنعة عام 2000 من 2 إلى 4 بوصات (5 إلى 10 سم)، أي أعلى من الكرات المطاطية المصنعة عام 1999.
في عام 2000 أجرى فرانك ديفورد، وهو كاتب في سبورتس إلستريتد، مقابلة مع ساندي ألدرسون، نائب رئيس دوري البيسبول الرئيسي، لمناقشة إمكانية وجود مؤامرة من الدوري لضبط الكرات. أنكر ألدرسون هذا الاحتمال، ووصفها ديفورد بأنها نظرية مؤامرة.
اشتكى بعض اللاعبين في بطولة العالم 2002 من أن الكرات عصِرت بعد مباراة 11-10. نفى ألدرسون هذه الادعاءات.
تراجعت شعبية «نظرية الكرة المعصورة» منذ الكشف عن الاستخدام الواسع للستيرويدات وعقاقير أخرى لتحسين الأداء من قبل لاعبي البيسبول المحترفين خلال نفس الفترة، مما يوفر تفسيرًا أكثر ترجيحًا للأعداد المتزايدة من الأهداف.

## أواخر العقد الثاني من الألفية الثانية
خلال موسم دوري كرة القاعدة الرئيسي 2017، حطم الدوري رقمًا قياسيًا بعدد أهداف بلغ 6,104، متجاوزًا الرقم القياسي البالغ 5,693 الذي سُجل في عام 2000، خلال ذروة عصر الستيرويد. ابتداءً من ذلك الموسم، أشار العديد من المعلقين إلى الارتفاع في الأهداف، وأشاروا إلى استراحة كل النجوم لعام 2015 باعتبارها نقطة بداية محتملة لتغيير تكوين لعبة البيسبول، في حال كان هناك تغيير. في مقال لذا رينغر في عام 2017، اختبر بن ليندبيرغ وميتشل ليتمان ثلاثين كرة مستخدمة في اللعبة، ووجدوا دليلًا على أنه في عام 2015 زاد عدد نطات الكرات قليلًا، وفي عام 2016 أصبحت الكرات أصغر قليلًا وذات طبقات أقل. قال تيري كولينز مدرب نيويورك ميتس: «الطبقات على الكرة أقل بالتأكيد. أعتقد أن هذا هو السبب في أن الجميع يواجهون مشاكل في ضرب الكرة بقوة فجأة. وليس هناك شك في أن الكرة أقسى». في الشهر التالي، صرح جوني كيويتو، لاعب سان فرانسيسكو جاينتس، أنه يشك بشدة في أن كرة البيسبول «المشدودة» هي سبب ظهور المشاكل الأولى في مسيرته. نفى مفوض دوري البيسبول الرئيسي، روب مانفريد، مرارًا وتكرارًا الادعاءات القائلة بأن كرات البيسبول الحديثة «عُصرت» طوال عام 2017، وأكد أن كرات البيسبول ما تزال تخضع للاختبار وتقع ضمن حدودها المحددة القابلة للقياس.
في مارس 2018 وجد بحث أجراه روب آرثر من موقع 538 دليلًا على وجود اختلاف كبير في تكوين نوى كرات القاعدة التي أنتِجت بعد عام 2015 وما قبله. بعد عدة أشهر، تلقى دوري البيسبول الرئيسي نتائج دراسته العلمية، التي تبحث في الزيادة في معدل الأهداف منذ عام 2015، وأقر أن الزيادة ترجع، جزئيًا على الأقل، إلى «تغيير في الخصائص الديناميكية الهوائية لكرة البيسبول». اقترح التقرير عدة خطوات لمعالجة هذه القضية. حدد الباحثان برايان جيه لوف ومايكل بيرنز، اللذين يكتبان في ذا كونفرزيشن، عوامل أخرى يمكن أن تسهم في تغيير تكوين لعبة البيسبول، من بينها خفض جودة الفلين المتوفر في جميع أنحاء العالم بسبب تغير المناخ، والمعايير الجديدة للتحكم في الرطوبة لتخزين كرات البيسبول في ملاعب دوري البيسبول الرئيسي.
في يونيو 2018 أعلِن عن تعاون بين دوري البيسبول الرئيسي وشركة أسهم خاصة لشراء رولينغز، الشركة المصنعة للكرات القاعدية التي استخدِمت في الدوري منذ فترة طويلة، مقابل 395 مليون دولار. فيما يتعلق بقرار شراء رولينغز، قال كريس ماريناك، نائب الرئيس التنفيذي للاستراتيجية والتكنولوجيا والابتكار في دوري البيسبول الرئيسي، «نحن مهتمون بشكل خاص بتقديم المزيد من المعلومات والتوجيهات بشأن إنتاج الكرة الرسمية لدوري البيسبول الرئيسي، أحد أهم المنتجات على أرض الملعب للعب لعبتنا الرائعة». أثار شراء رولينغز من قبل دوري البيسبول الرئيسي مخاوف المعجبين بشأن مؤامرة محتملة من قبل الدوري لتعزيز المخالفة كوسيلة لمكافحة انخفاض الحضور وتقييمات التلفاز.
عادت نظرية الكرة المعصورة للظهور مرة أخرى في عام 2019، إذ كان الدوري في طريقه للوصول إلى 6,668 هدفًا اعتبارًا من استراحة كل النجوم، والتي من شأنها تحطيم الرقم القياسي لعام 2017 البالغ 6,105. وشهدت البطولات الصغيرة على مستوى إيه الثلاثية أيضًا زيادة حادة في الأهداف، بنسبة 58% مقارنة بالعام السابق، بعد التبديل إلى نفس الكرة المستخدمة في البطولات الكبرى. قال الرامي إميليو باغان: «لرؤية كرة الدوري الكبيرة تطير لأول مرة -إنه أمر مذهل للغاية. الرجال الذين لم يسبق لهم رؤيتها من قبل، حسنًا، من الصعب أن نقول بالكلمات إلى أي مدى تذهب كرة الدوري الكبيرة، لأنها أكثر إحكامًا».
قبل وقت قصير من مباراة كل النجوم في دوري البيسبول لعام 2019، أقر مانفريد بالاختلاف في الكرات، قائلًا: «أخبرنا علماؤنا الذين درسوا البيسبول الآن بشكل أكثر انتظامًا أن مقاومة البيسبول هذا العام أقل بقليل. نحن نحاول أن نفهم بالضبط سبب حدوث ذلك وبناء عملية التصنيع تمنحنا مزيدًا من التحكم فيما يحدث. لكن عليك أن تتذكر أن كرتنا البيسبول هي منتج مصنوع يدويًا، بالتالي يمكن أن تختلف من عام لآخر». قال جاستن فيرلاندر، لاعب البداية في لعبة كل النجوم، إن الكرات المستخدمة في ألعاب دوري البيسبول الرئيسي، هي «مزحة لعينة» وأنه يعتقد «100 بالمئة» أن الدوري قد نفذ كرات معصورة لزيادة الهجوم.